# Caribe Meridional
Caribe meridional (português brasileiro) ou Caraíbas meridionais (português europeu) é um grupo de ilhas localizado ao norte da América do Sul. É formado pelos seguintes países:Curaçau, Trinidad e Tobago, Barbados, Santa Lucia, São Vicente e Granadinas, Aruba e Granada.